# Алексеева, Лариса Михайловна
Лари́са Миха́йловна Алексе́ева (род. 12 мая 1947, Молотов) — российский лингвист, доктор филологических наук, профессор, заведующая кафедрой английской филологии Пермского университета (2004—2015). Лидер научного направления «Лингвистика, перевод и технологии формирования межкультурной компетенции».

## Биография
В 1970 году с отличием окончила филологический факультет Пермского университета по специальности «Романо-германские языки и литература» и была оставлена по распределению на должность ассистента кафедры романо-германских языков.
С 1982 по 1998 год — старший преподаватель кафедры английской филологии филологического факультета Пермского университета.
С 1982 по 1996 год — заместитель декана филологического факультета (Т. И. Ерофеевой).
В 1990 году в Саратовском университете защитила кандидатскую диссертацию (руководитель Л. Н. Мурзин). Тема диссертации: «Деривационный аспект исследования термина и процессов терминообразования (на материале научно-технической терминологии русского и английского языков».
С 1998 по 2003 год — доцент кафедры английской филологии филологического факультета Пермского университета.
В 1999 году в РУДН (Москва) защитила докторскую диссертацию с присуждением учёной степени доктора филологических наук по специальности «Сравнительно-историческое, типологическое и сопоставительное языкознание». Тема диссертации: «Метафорическое терминопорождение и функции терминов в тексте».
С 2000 года — профессор кафедры английской филологии Пермского университета.
С 2004 по 2015 год — заведующая кафедрой английской филологии факультета СИЯиЛ Пермского университета.
С 2015 года — профессор кафедры лингводидактики Пермского университета.

## Научная деятельность
Л. М. Алексеева исследует вопросы теории терминоведения, языков для специальных целей, научного текста, терминографии. Автор монографии «Термин и метафора» (1998), учебного пособия «Проблемы термина и терминообразования» (1998).
Основные работы посвящены изучению метафорической природы термина, процессов терминообразования, а также различных параметров научного текста. Разработала понятие терминологической метафоризации в когнитивном, семиотическом и семантическом аспектах, выявила языковой механизм научной метафоры и создала модель процесса терминологической метафоризации.
Л. М. Алексеева — разработчик переводческой деятельности в аспекте новых принципов развития гуманитарных наук: антропоцентризма, когнитивизма и мыследеятельности. Также создается методика перевода специального текста (научного, делового и др.), основанная на инновационных принципах и взглядах на перевод. Решаются проблемы специального языка и профессиональной коммуникации.
Является членом ученого совета факультета современных иностранных языков и литератур Пермского университета.
Член редакционной коллегии журнала «Вестник Пермского государственного университета. Российская и зарубежная филология», журнала «Пермский государственный университет».
Один из ведущих и высокорейтинговых преподавателей факультета.

## Награды
- Лауреат премии РоссТерма им. П. А. Флоренского за вклад в развитие отечественного терминоведения, 1999 г.
- Нагрудный знак «Почетный работник высшего и профессионального образования», 2006 г.
- Международная награда Австрийского отделения ЮНЕСКО, Международного центра по терминологии (INFOTERM) — Eugen Wüster Special Prise (Специальная награда им. О. Вюстера), 2006 г.

## Научные труды

### Монографии
- Алексеева Л. М. Термин и метафора. — Пермь: Перм. гос. ун-т., 1998. — 250 с.
- Алексеева Л. М. Проблемы термина и терминообразования. — Пермь: Перм. гос. ун-т., 1998. — 120 с.
- Алексеева Л. М. Специфика научного перевода. — Пермь: Перм. гос. ун-т., 2002. — 132 с.

### Статьи
на русском языке
- Алексеева Л. М. О метафорической природе термина // Вестн. Перм. ун-та. — 1996. — Вып. 2. Сер. Лингвистика. — С. 49–56.
- Алексеева Л. М. Мотивированность как атрибут термина // Терминоведение. — М.: Изд-во «Моск. лицей», 1997. — № 1–3. — С. 19–27.
- Алексеева Л. М. Метафорическая терминологизация и текстопорождение // Терминоведение. — М.: Изд-во «Моск. лицей», 1997. — № 1–3. — С. 109–115.
- Алексеева Л. М. Специфика научной метафоризации // Филологический вестник. — М.: Изд-во «Моск. лицей», 1997. — Т. 82, № 1/2. — С. 132–141.
- Алексеева Л. М. Общие закономерности функционирования метафорического термина в научном тексте // Функциональные исследования: сб. науч. тр. — М.: Изд-во «Моск. лицей», 1998. — Вып. 6. — С. 27–36.
- Алексеева Л. М. Терминопорождение как основа научного творчества // Терминоведение. — М.: Изд-во «Моск. лицей», 1998. — № 1–3. — С. 19–27.
- Алексеева Л. М. Терминологическая метафоризация как процесс порождения подобия // Терминоведение. — М.: Изд-во «Моск. лицей», 1998. — № 1–3. — С. 34–43.
- Алексеева Л. М. О специфике перевода научного текста // Стереотипность и творчество в тексте: межвуз. сб. науч. тр. — Пермь: Перм. гос. ун-т., 2001. — С. 63–73.
- Алексеева Л. М. Метафоры, которые мы выбираем (опыт описания индивидуальной концептосферы // С любовью к языку: сб. науч. тр., посвящ. Е.С. Кубряковой. — М.; Воронеж: ИЯ РАН, Воронеж.. гос. ун-т, 2002. — С. 288–298.
- Алексеева Л. М. Терминоведение и философия // Стереотипность и творчество в тексте: межвуз. сб. науч. тр.. — Пермь: Перм. гос. ун-т., 2003. — Вып. 6. — С. 16–31.
- Алексеева Л. М. Антропологизм как предмет научного перевода // Стереотипность и творчество в тексте: межвуз. сб. науч. тр. — Пермь: Перм. гос. ун-т., 2004. — Вып. 7. — С. 204–218.
- Алексеева Л. М. Стратегии удачного перевода // Индустрия перевода и информационное обеспечение внешнеэкономической деятельности предприятий: Международная научно-практическая конференция 5–7 декабря 2006 г.. — Пермь: ПГТУ, 2006. — С. 8–12.
- Алексеева Л. М. Языковое провидение П. А. Флоренского // Филолошки студии. — Скоnje: Институт за македонска литераура: Филолошки факультет «Блаже Конески», 2007. — № 5. — С. 82–90.
- Алексеева Л. М. Дискурсивное пространство перевода // Естественный и виртуальный дискурс: когнитивный, категориальный и семиолингвистический аспекты: материалы междунар. науч. конф., 16–17 октября 2009 г.. — Тюмень: Изд-во ТюмГУ, 2009. — С. 7–15.
- Алексеева Л. М. Перевод как рефлексия деятельности // Вестн. Перм. ун-та. Российская и зарубежная филология. — 2010. — Вып. 1(7). — С. 45–51.
- Алексеева Л. М. Методика обучения письменному переводу // Вестн. Перм. ун-та. Российская и зарубежная филология. — Вып. 2(8). — С. 77–84.
- Алексеева Л. М. Переводимые и не переводимые писатели // Актуальные проблемы германистики, романистики и русистики:материалы ежегодной международной конференции. Екатеринбург, 7 февраля 2014 г. Ч. I. — Екатеринбург: Урал. гос. пед. ин-т, 2014. — С. 125—134. — 196 с. — 500 экз. — ISBN 978-5-7186-0584-6. Архивировано 19 августа 2014 года.

на других языках
- Alexeyeva L. M. Cognitive Approach to Scientific Translation // Technology Transfer in Multilingual Information Society. Proceedings of the 2nd International Conference in Terminology. Vienna-Riga, 2003. С. 13-20.
- Alexeyeva L. M. What is a Term? // Russian Terminology Science (1992—2002). TermNet Publisher. Vienna, 2004. P. 62-78.
- Alexeyeva L. M. A Cognitive Approach to Terminology // «Modern Approaches to Terminology Theories and Applications». Bern, Berlin, Brusselles, Frankfurt am Main, N.Y., Oxford, Wein, 2006. P. 25-34.
- Alexeyeva L. M. Interaction between terminology and philosophy // The Theoretical Foundations of Terminology Comparison between Eastern Europe and Western Countries: Proceedings of the Colloquium held on 18 August 2003 in Surrey, Guildford, UK. Würzburg, Germany, 2006. P. 9-19.
- Alexeyeva L. M. Individual Term Creation // Essays on Lexicon, Lexicography, Terminology in Russian, American and Other Countries / еd. by Olga Karpova and Faina Kartashkova. Cambridge Scholars Publishing, 2007. P.134-140.